# Aglaostigma aucupariae

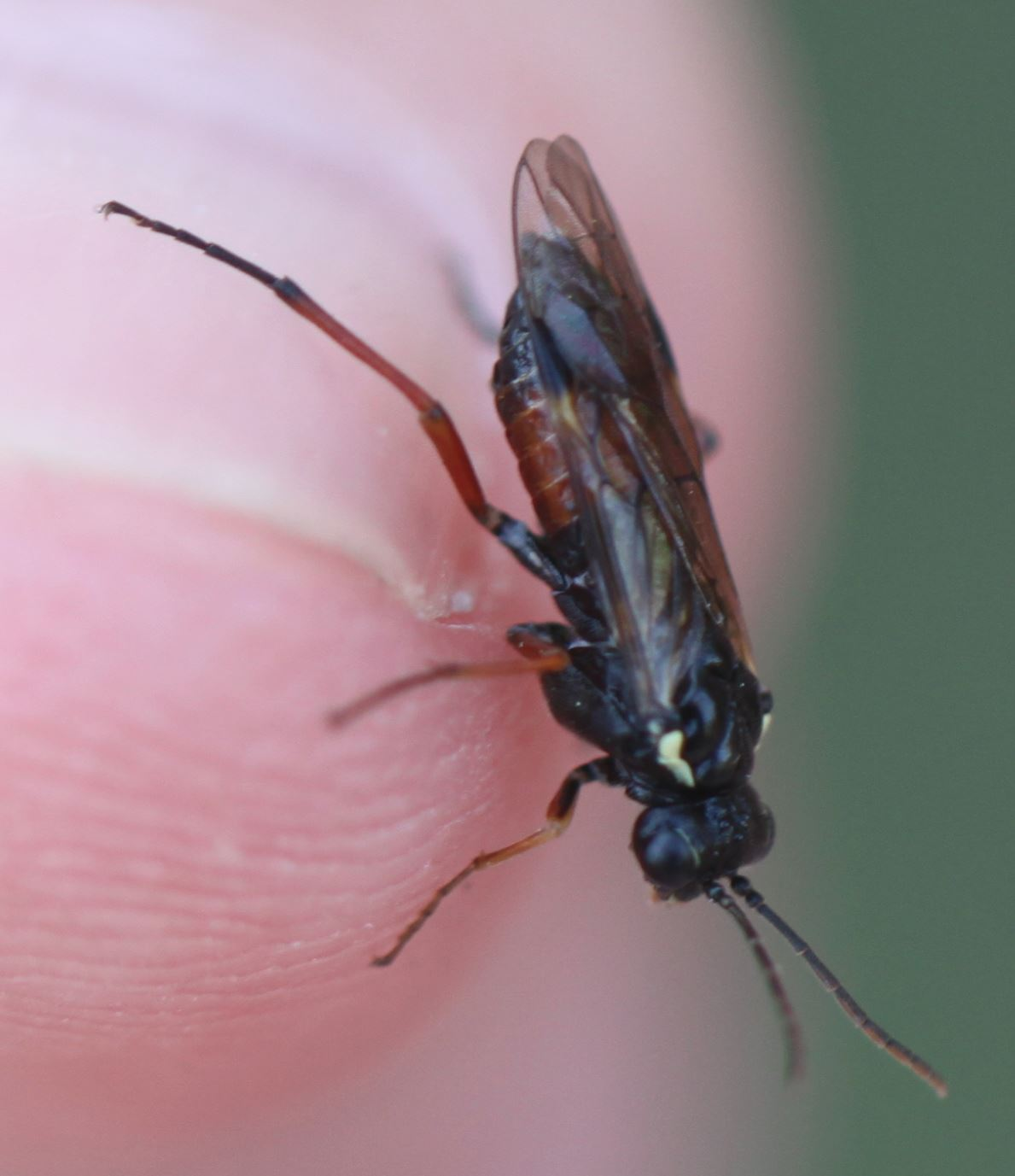
Seitenansicht

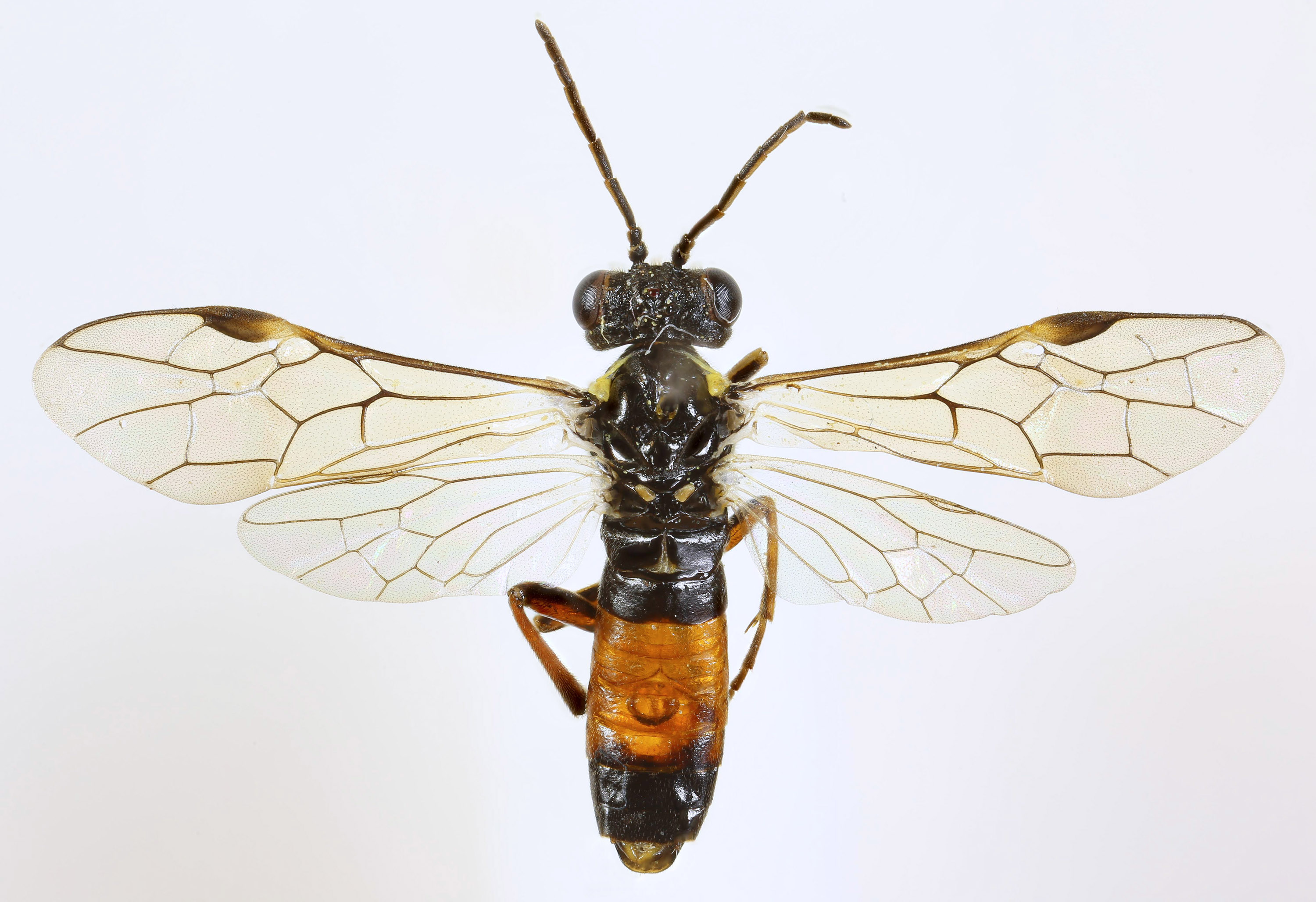
Präparat mit gespannten Flügeln

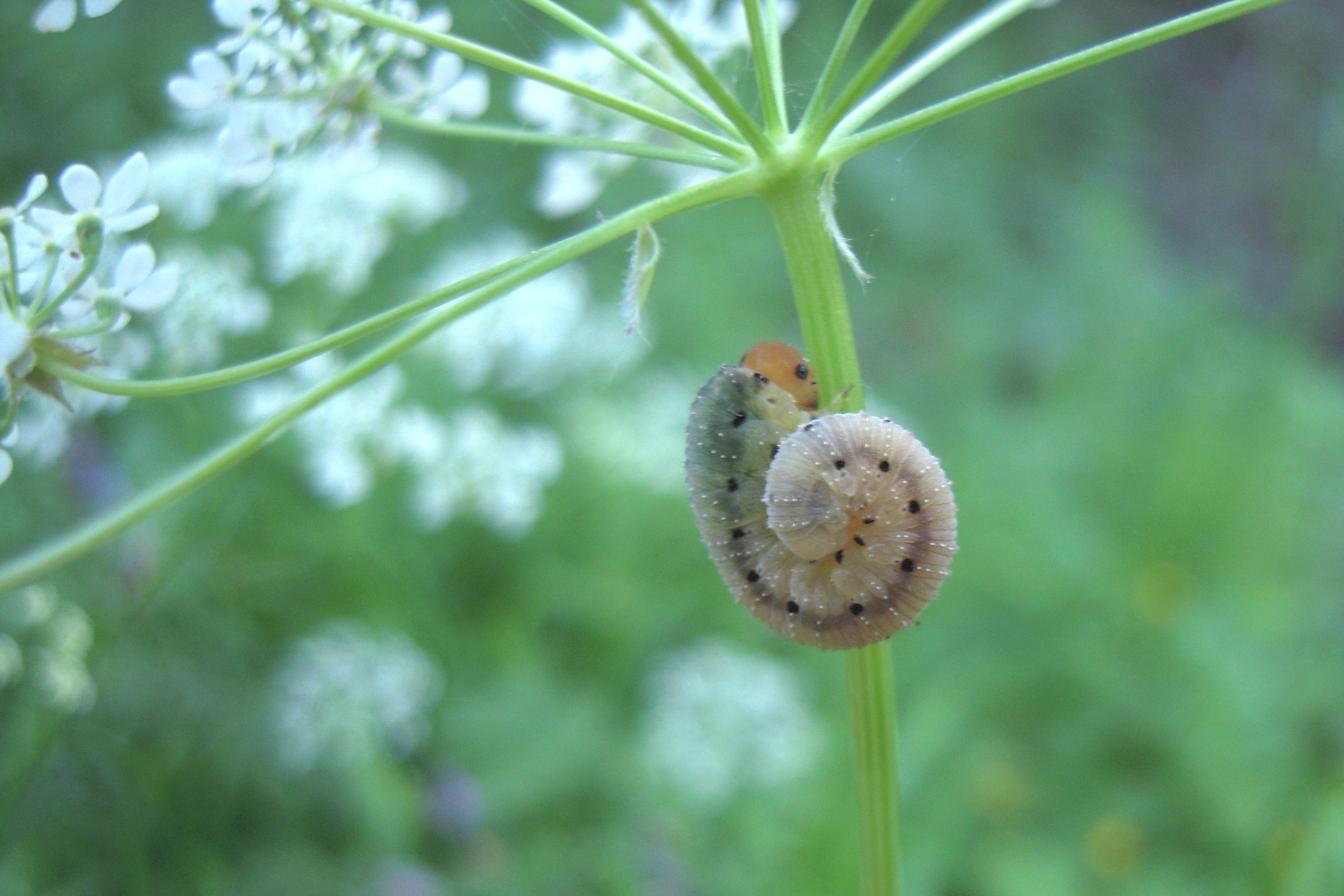
Larve

Aglaostigma aucupariae ist eine Blattwespe aus der Unterfamilie Tenthredininae.

## Merkmale
Die Art erreicht eine Körperlänge von 7 bis 9 Millimetern. Die Blattwespe besitzt eine schwarze Grundfarbe. Auf halber Länge des Hinterleibs befindet sich ein breites orangefarbenes Querband. Entlang den Seiten des Halsschilds verläuft eine gelbe Strichzeichnung. Die Augen sind auf der Innenseite durch einen schmalen gelben Strich gerändert. Die äußeren Fühlerglieder weisen auf der Unterseite eine orange Färbung auf. Die Coxae sind dunkel. Femora und Tibiae sind überwiegend rot oder rotgelb. Die hinteren Tarsen sind meist dunkel. Die Vorderflügel weisen ein dunkelbraun-gelbes Flügelmal auf.

## Ähnliche Arten
- Aglaostigma fulvipes – das orangefarbene Querband reicht nicht bis zur Unterseite des Hinterleibs;[1] auf den Seiten des Hinterleibs befindet sich ein weißes Längsband.[1]

## Verbreitung
Die Art ist in Europa weit verbreitet und gilt als häufig. Ihr Vorkommen reicht im Norden bis nach Großbritannien, dort hauptsächlich in England, sowie nach Skandinavien (Schweden) und ins Baltikum.

## Lebensweise
Die Pflanzenwespen beobachtet man im Frühjahr von März bis Juni. Ihren typischen Lebensraum bilden Waldränder und Hecken. Die Pflanzenwespen ernähren sich von den Pollen und vom Nektar verschiedener Pflanzen wie Wiesen-Kerbel oder Zypressenwolfsmilch. Die nachtaktiven Larven fressen an den Blättern von Nordischem Labkraut (Galium boreale) und Wiesen-Labkraut (Galium mollugo).